# Hollenstedt
Hollenstedt ist eine Gemeinde im niedersächsischen Landkreis Harburg mit etwa 3600 Einwohnern. Sie gehört zur Samtgemeinde Hollenstedt.

## Geografie und Gemeindegliederung
Die Gemeinde befindet sich naturräumlich am Südostrand der Apenser Lehmgeest im Übergang zur Harsefelder Geest und westlich der Harburger Berge an der Bundesautobahn 1.
Zur Gemeinde Hollenstedt gehören die Orte Hollenstedt, Emmen, Ochtmannsbruch, Ochtmannsbruch-Siedlung, Staersbeck und Wohlesbostel.

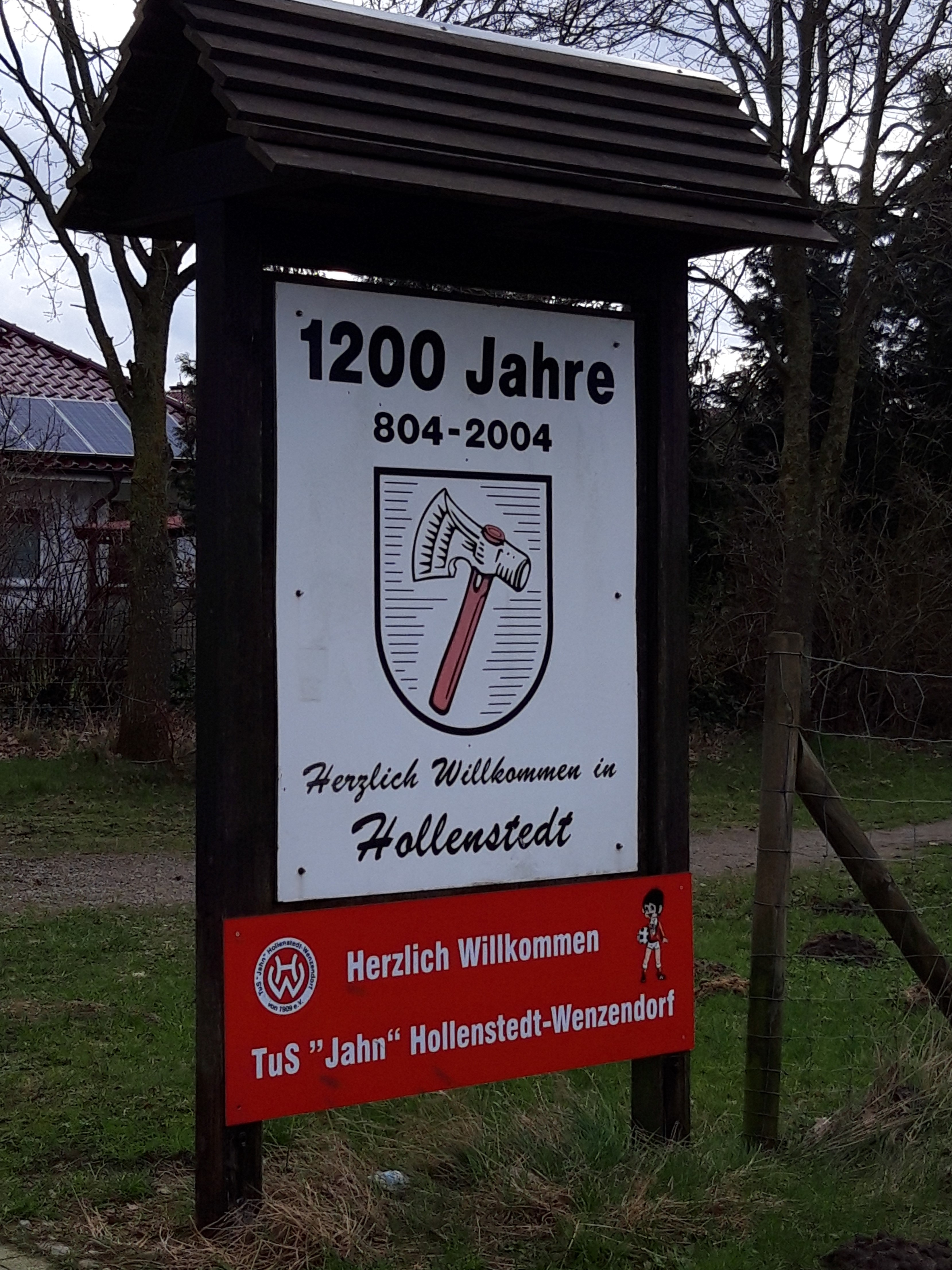
Schild "Herzlich Willkommen in Hollenstedt" an der Hauptstraße, westlicher Ortseingang

## Geschichte
Die erste nicht unumstrittene schriftliche Erwähnung Hollenstedts berichtet über den Aufenthalt Kaiser Karls des Großen in Hollenstedt im Jahr 804:
Es heißt einmal:

“Nam imperator super Albiam fluvium sedebat, in loco, qui dicitur Holdunsteti, et missa ad Godofridum legatione pro perfugis reddendis me*dio Septembrio Coloniam venit.”

„Denn der Kaiser [Karl der Große] residierte nahe (auch übersetzbar als über/jenseits/darüber/darauf/oberhalb) der Elbe an einem Ort, der Holdunsteti heißt, und nachdem er eine Gesandtschaft an [König] Godfried [Gudfred] [von Dänemark] wegen der Herausgabe von Flüchtlingen abgesandt hatte, ging er Mitte September nach Köln.“

Und andernorts:

“Et habiit [imperator] ultra Alaram ad locum qui vocatur Oldonastath et venit ad eum ibi rex Abotritorum nomine Irosuc et detulit ei munera multa.”

„Und der Kaiser begab sich über die Aller an einen Ort, der Oldonastath heißt, dort suchte ihn der König der Abodriten namens Irosuc [Drasco] auf und brachte ihm viele Geschenke.“

## Politik

### Gemeinderat
Der Rat der Gemeinde Hollenstedt setzt sich aus 15 Mitgliedern zusammen. Die Ratsmitglieder werden durch eine Kommunalwahl für jeweils fünf Jahre gewählt. 
Die vergangenen Gemeinderatswahlen ergaben folgende Sitzverteilungen:
| Wahljahr | CDU                                                            | WGH | Grüne | SPD | Gesamt   |
| 2021     | 5                                                              | 5   | 3     | 2   | 15 Sitze |
| 2016     | 6                                                              | 4   | 3     | 2   | 15 Sitze |
|          | __________________________ WGH: Wählergemeinschaft Hollenstedt |     |       |     |          |

(Stand: Kommunalwahl am 12. September 2021)

### Bürgermeister

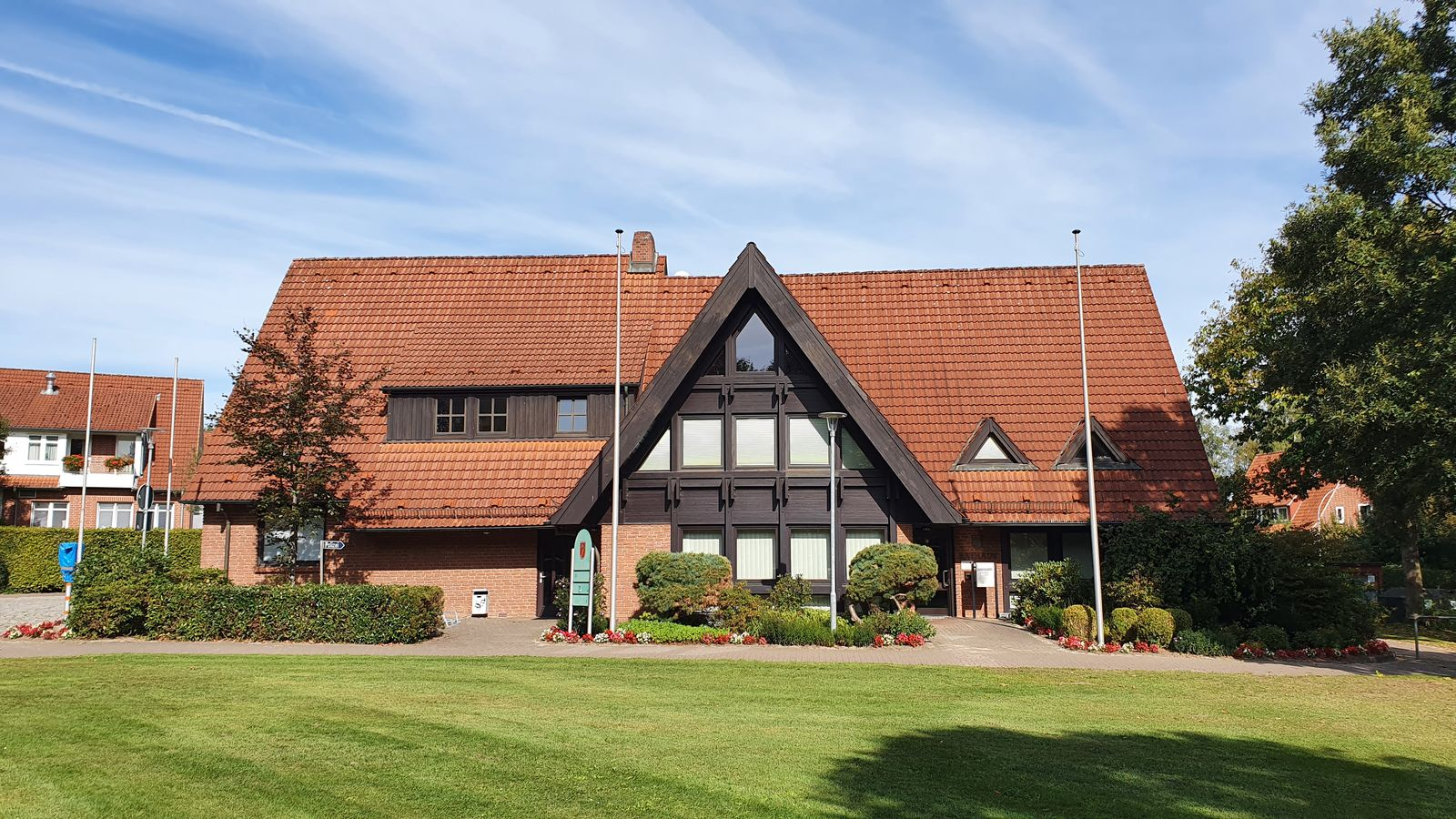
Rathaus und Polizei

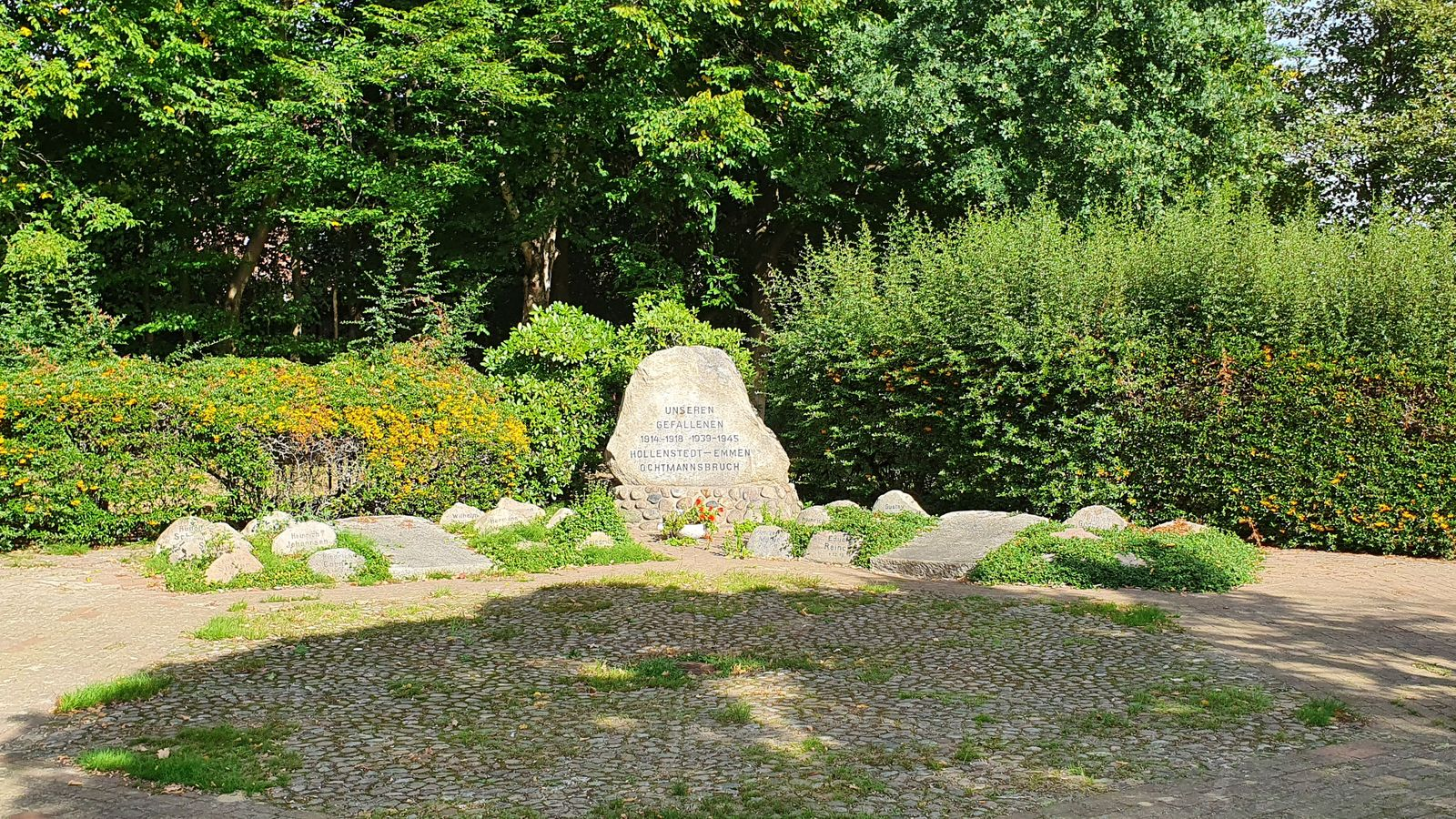
Kriegerdenkmal Hollenstedt

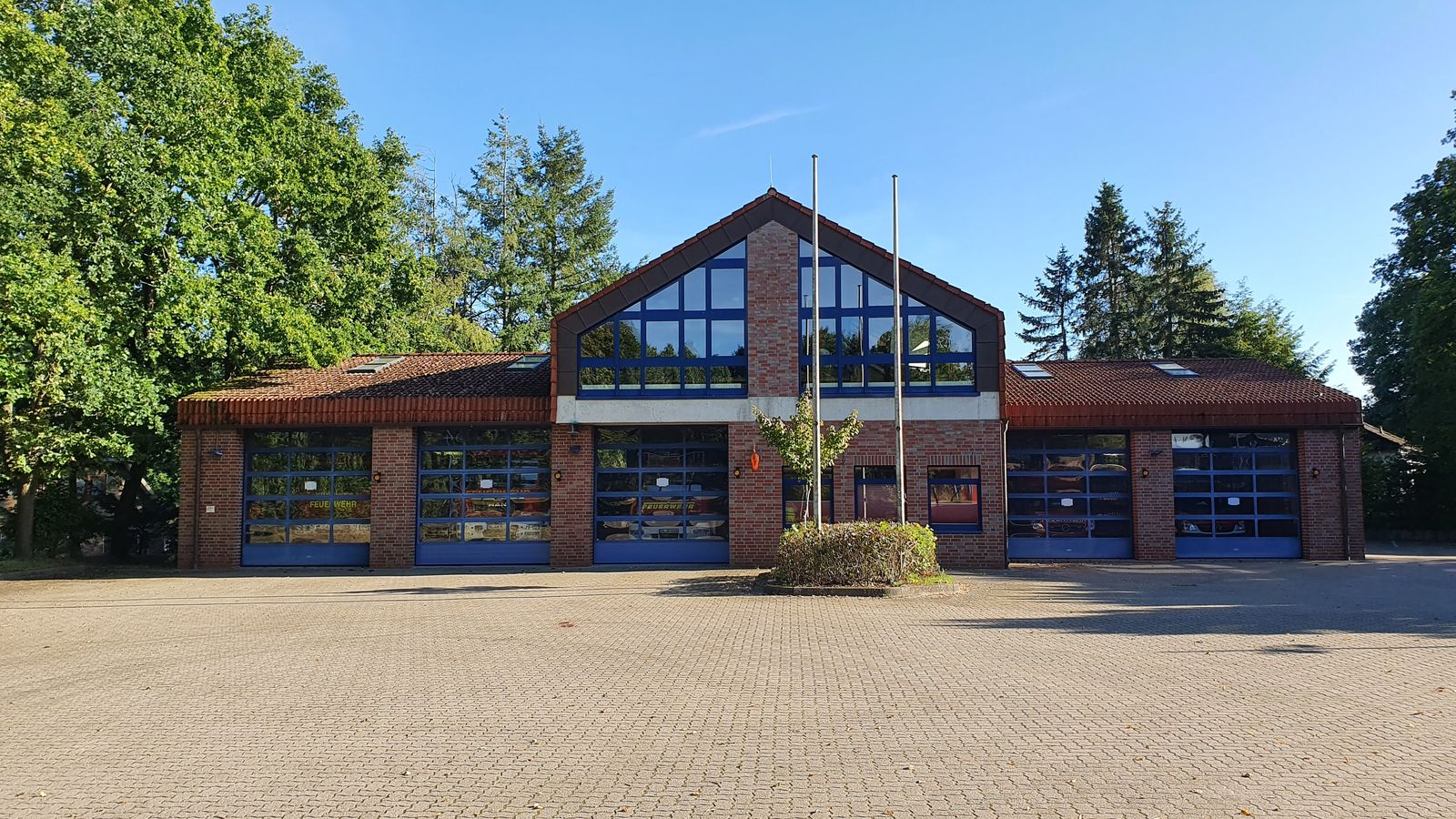
Feuerwehr Hollenstedt

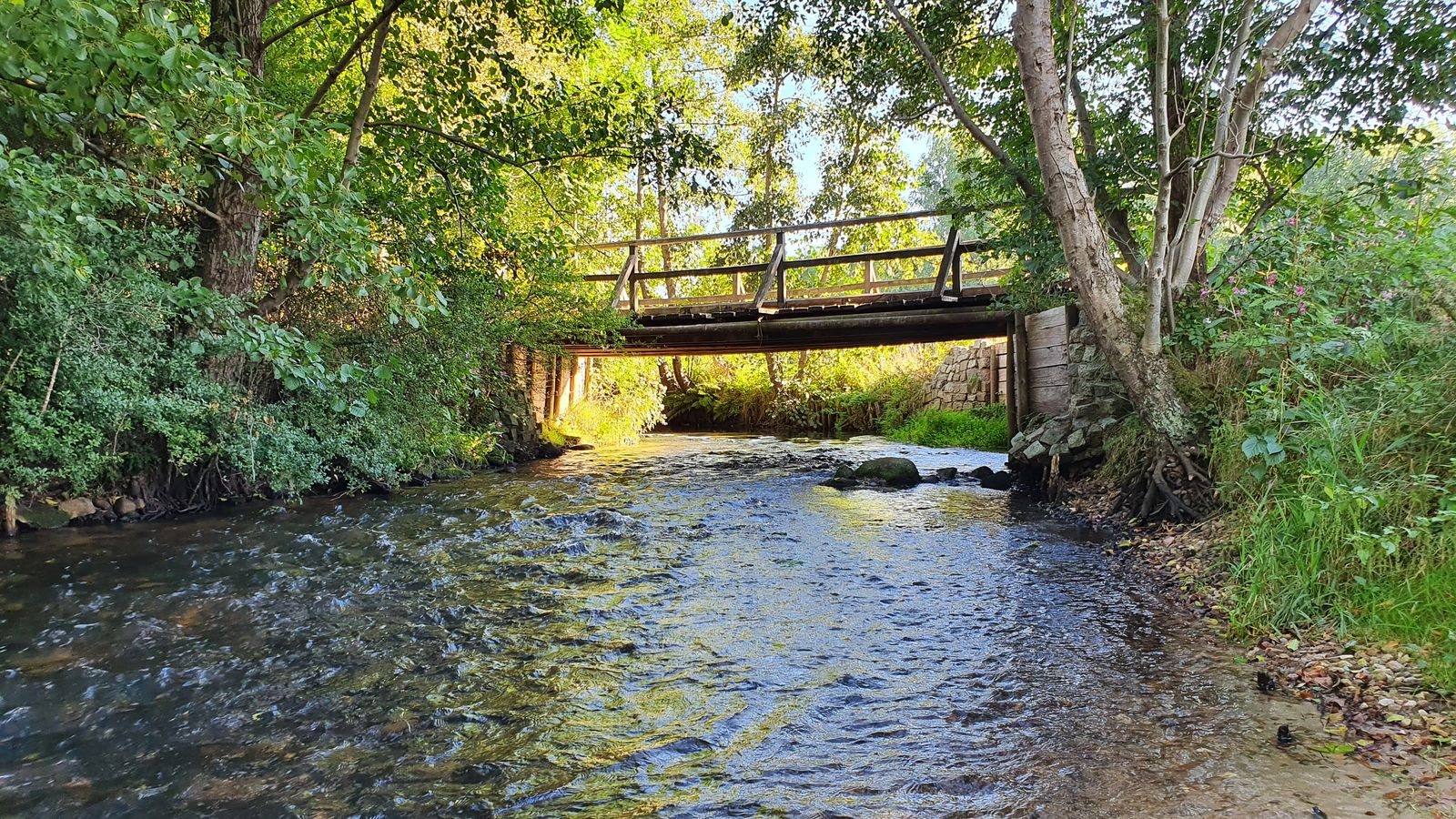
Este bei Hollenstedt

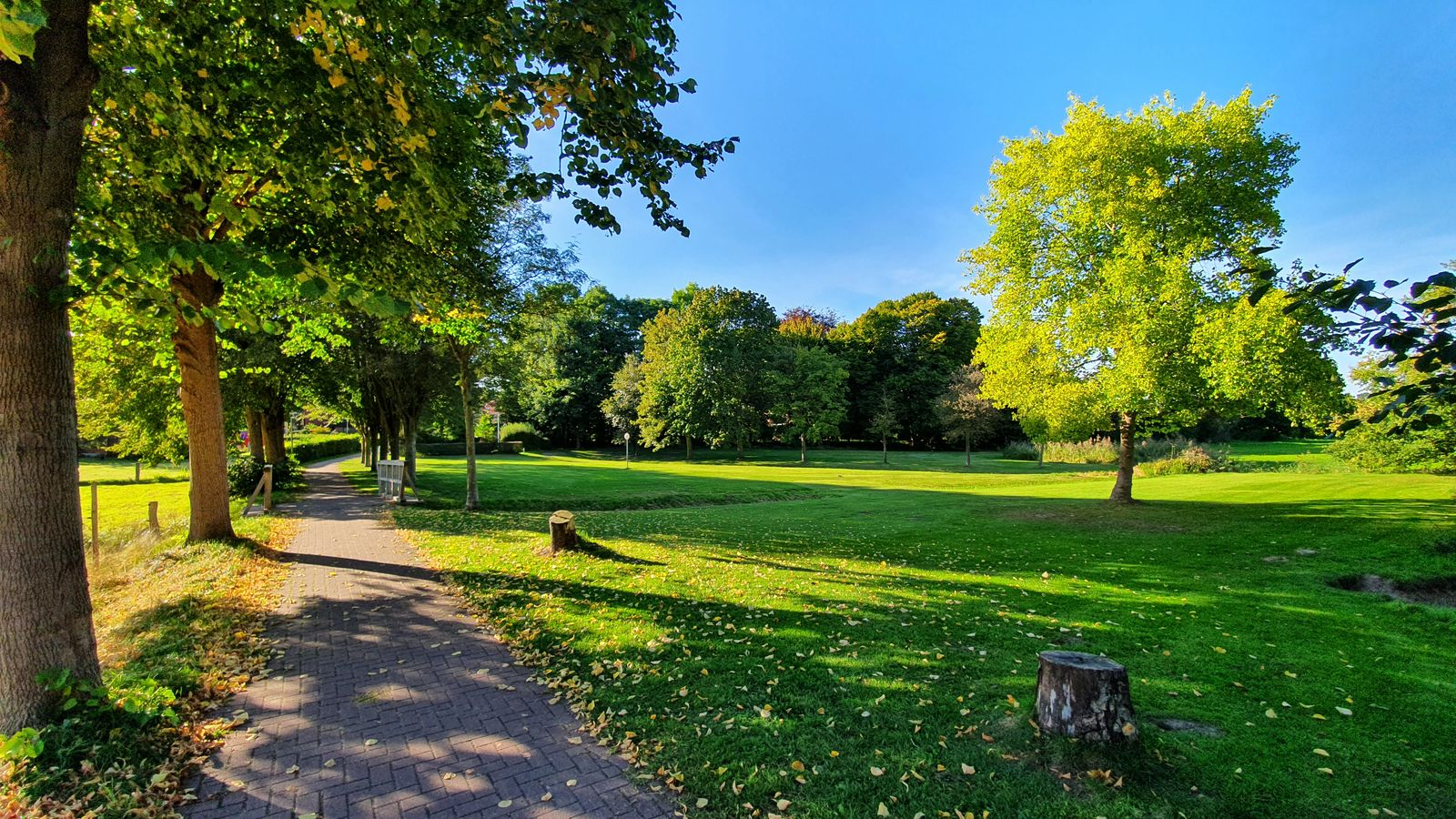
Park an der Este in Hollenstedt

- Jürgen Böhme (CDU) ist Bürgermeister der Gemeinde Hollenstedt.
- Jörg Meier (CDU) ist 1. Stellvertretender Bürgermeister.
- Karoline Nielsen (SPD) ist 2. Stellvertretender Bürgermeister.

### Wappen
Blasonierung: In Rot ein mit der Schneide nach rechts gestelltes silbernes Beil mit goldenem Stiel.

## Kultur und Sehenswürdigkeiten

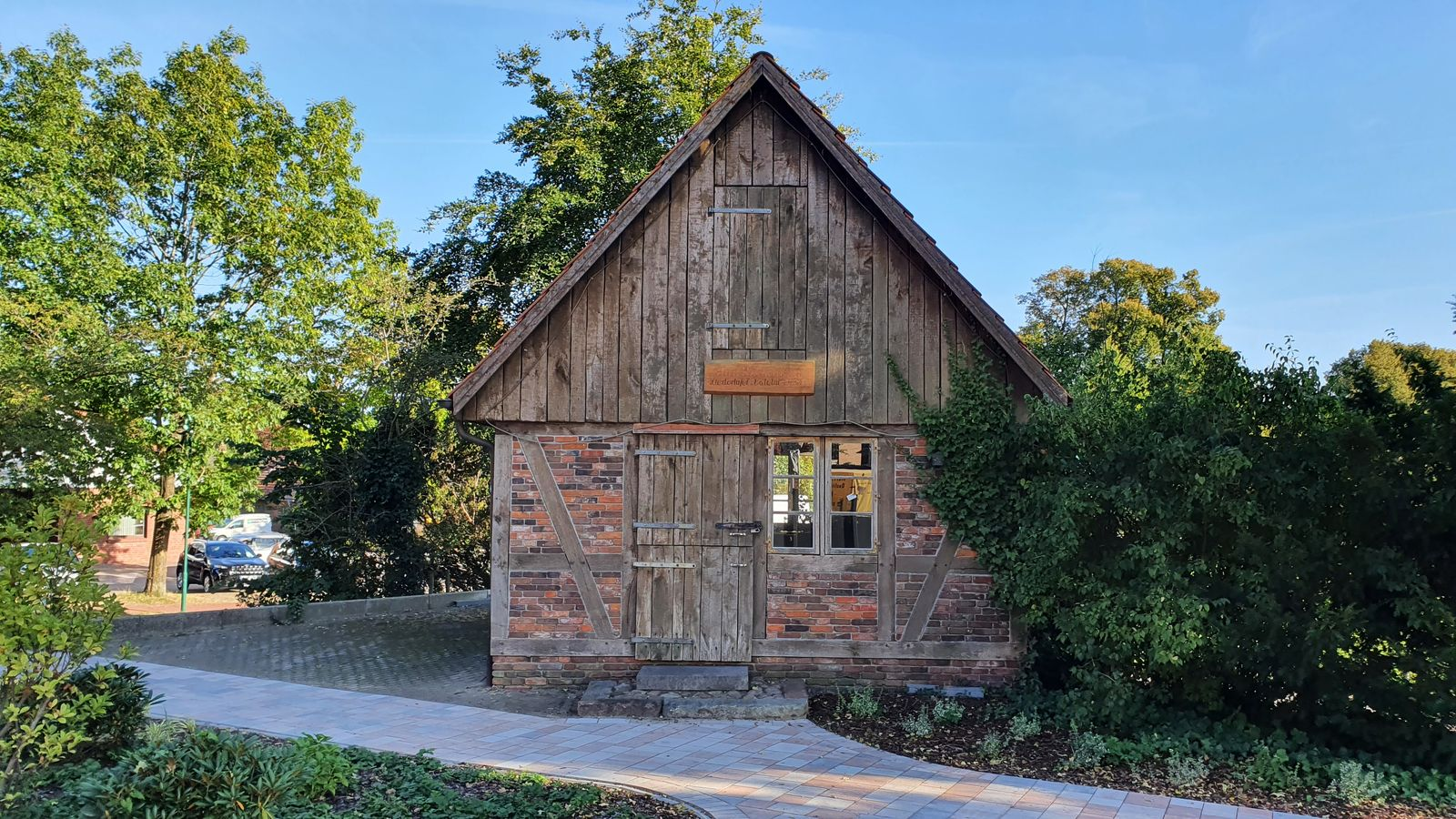
Backhaus in Hollenstedt

### Musik
- Hollenstedter Blasmusik
- Spielmannszug Hollenstedt
- Musikschule Hollenstedt & Umgebung e. V.

### Bauwerke
Kirche

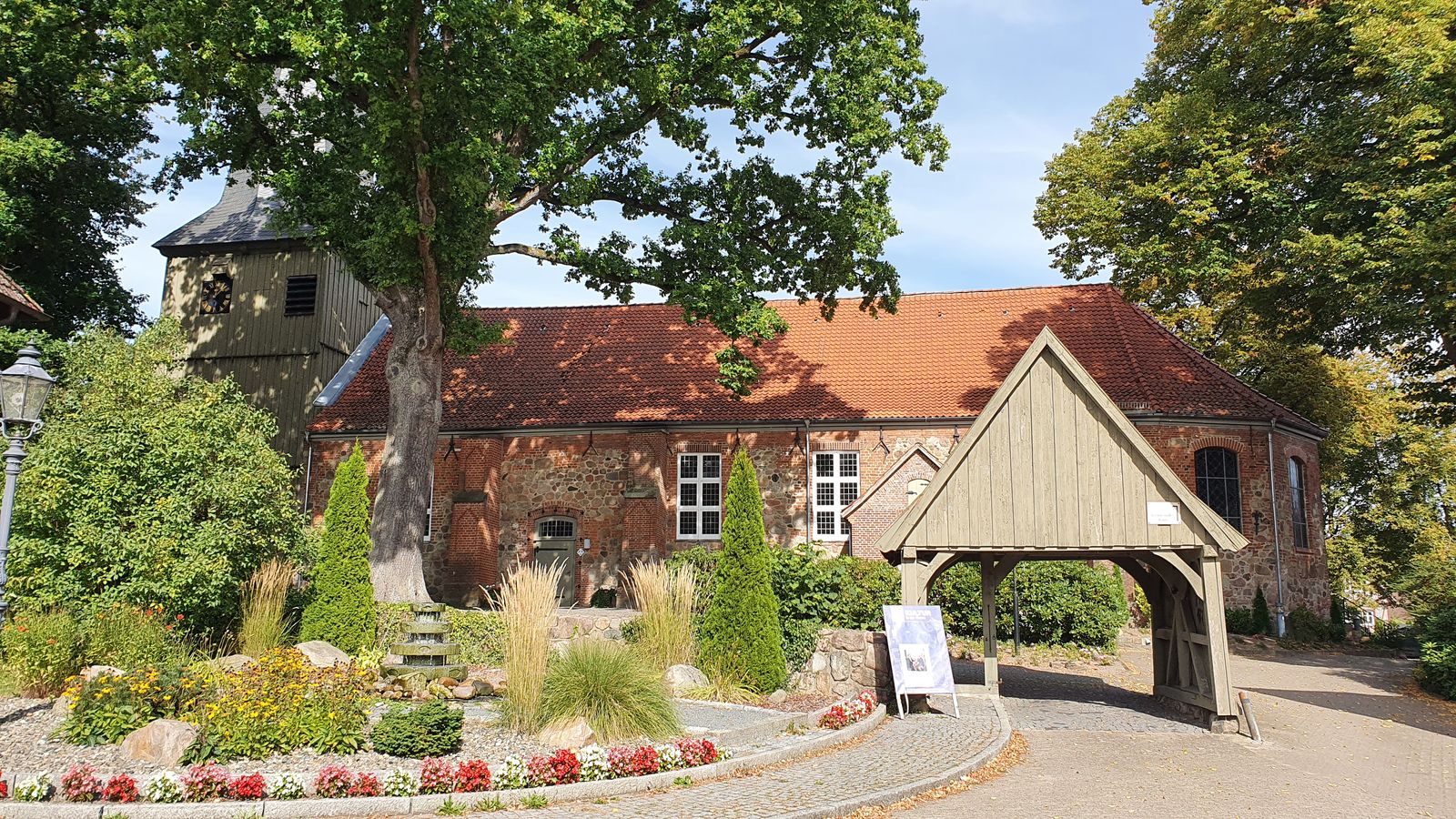
St.-Andreas-Kirche

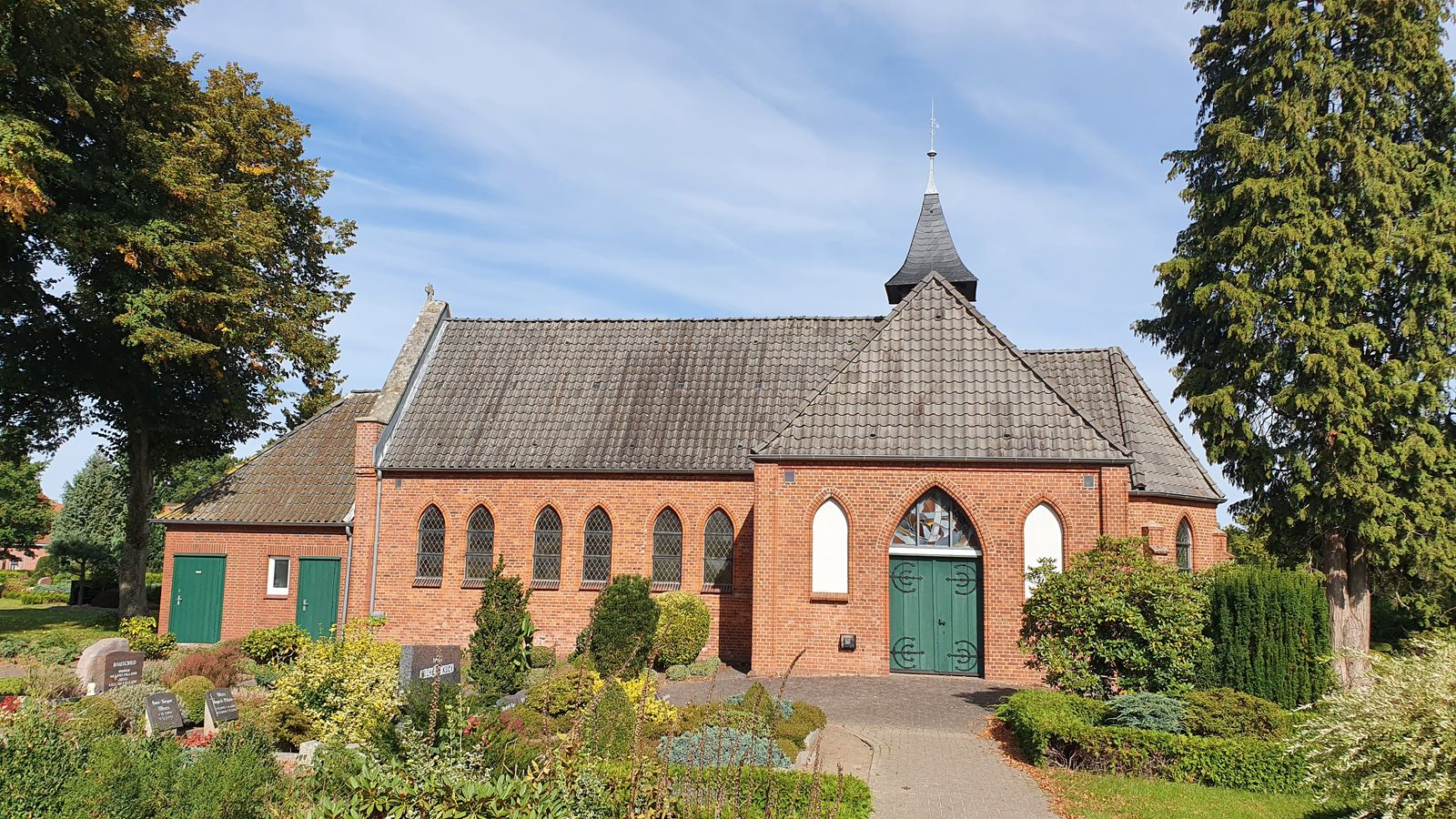
Friedhofskapelle Hollenstedt

In Hollenstedt stellt die St.-Andreas-Kirche mit hölzernem Glockenturm eine besondere Sehenswürdigkeit dar.
Burg

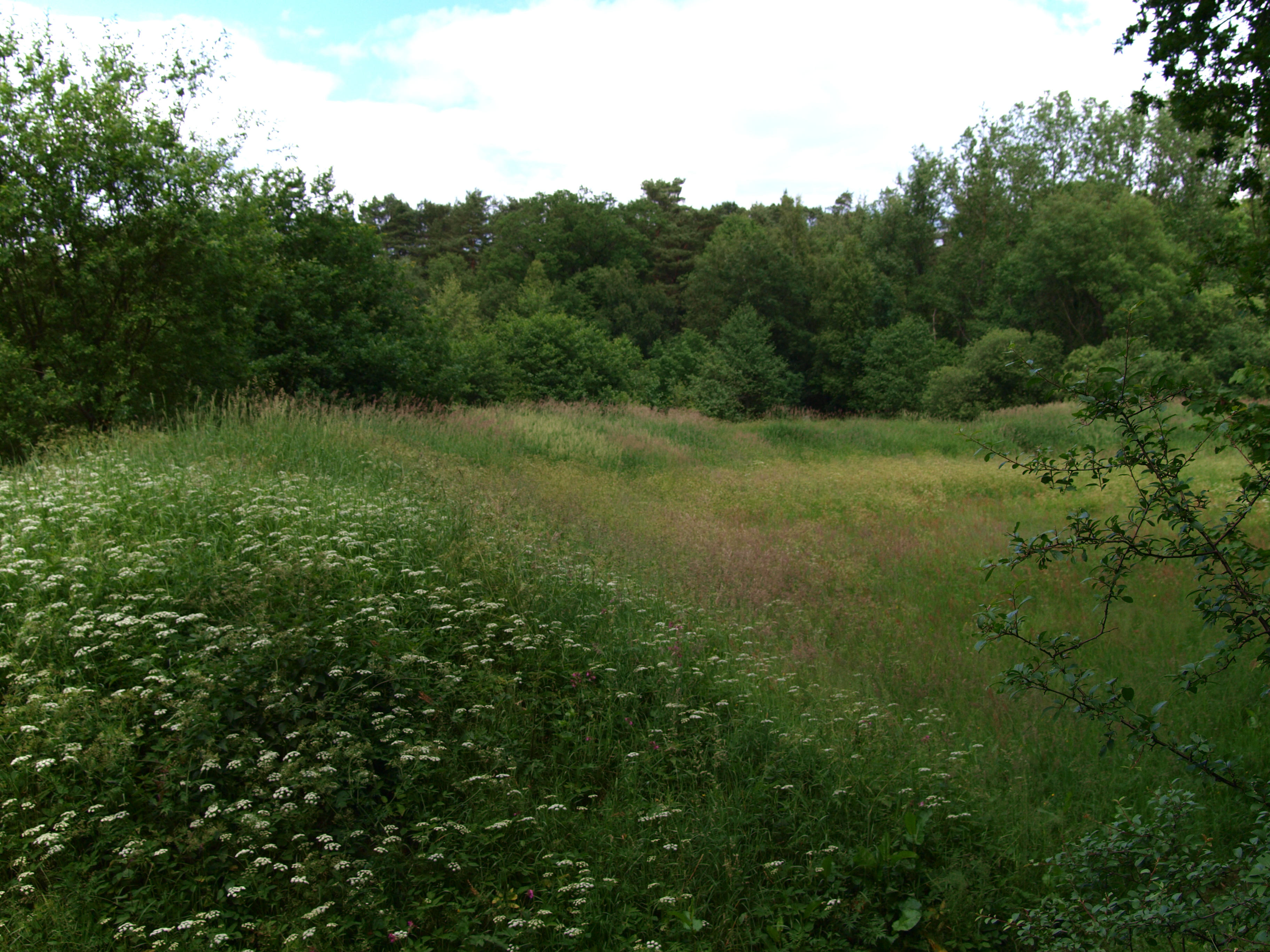
Burgwall Hollenstedt

Südlich von Hollenstedt liegt in einer Flussschleife der Este die so genannte Karlsburg oder Alte Burg. Die Ringwallanlage wurde im 9. Jahrhundert angelegt. Nach vorhergehenden Grabungen durch das Helms-Museum wurde der Burgwall 1980 rekonstruiert und gibt nun die Form der Anlage kurz nach deren Aufgabe wieder. Betreut wird die Anlage als Helms-Museum-Außenstelle.
Die wissenschaftliche Einordnung der Burg ist umstritten. Laut Reichsannalen war Karl der Große 804 zu Verhandlungen mit Gesandten des dänischen Königs Gudfred (Göttrik) in Hollenstedt. Ob die Burg bereits zu dieser Zeit oder gar als Lager des Kaisers bei Hollenstedt entstand, ist nicht abschließend geklärt. Aufgrund der Bauweise und des gefundenen Scherbenmaterials kann es jedoch auch sein, dass sie von Slawen bei einem Vorstoß in das Gebiet südlich der Elbe erst zum Ende des 9. Jahrhunderts errichtet wurde.

## Sport

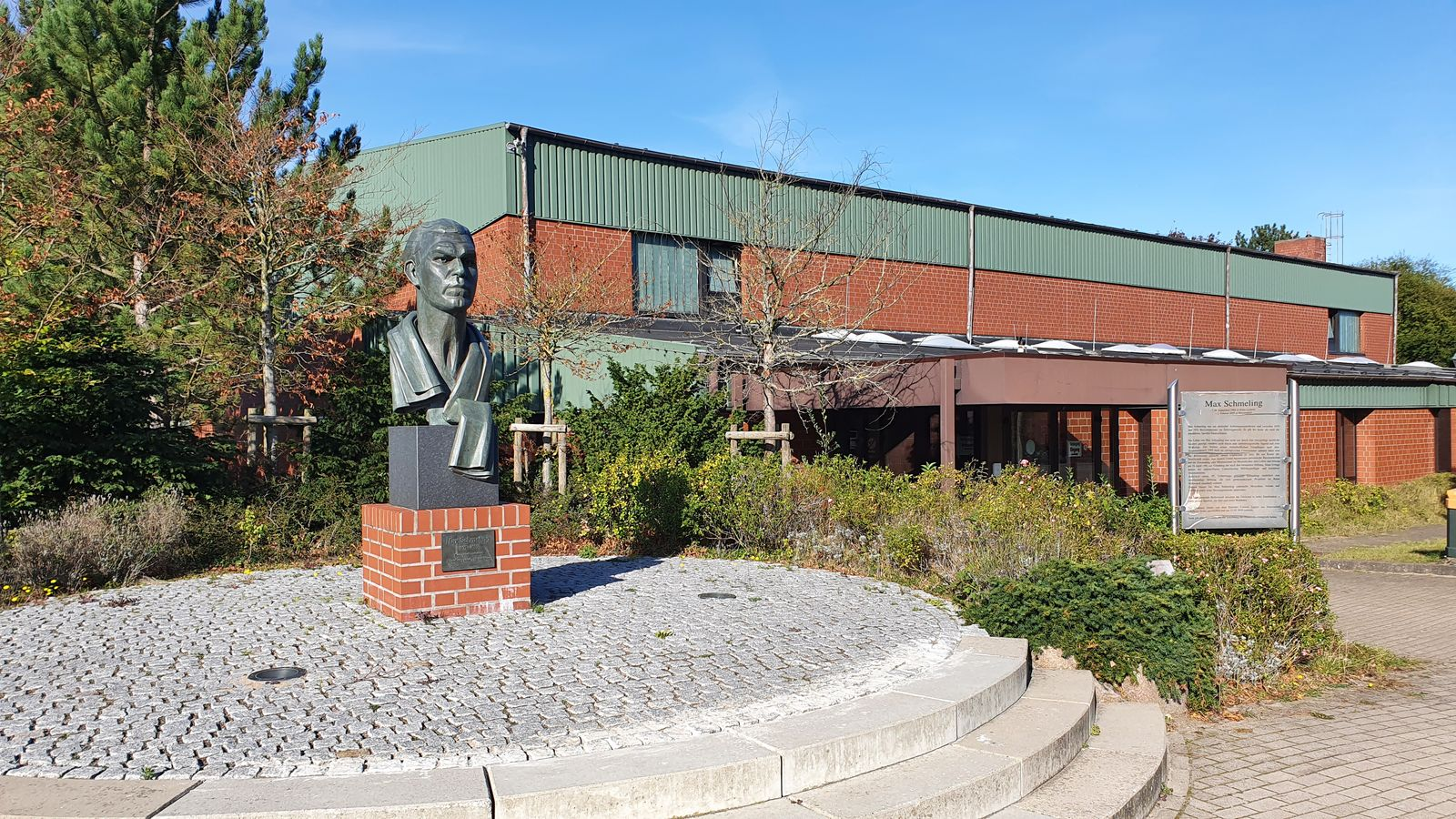
Max Schmeling Denkmal in Hollenstedt

- Beheiztes Freibad (Ein Schwimmerbecken mit einer Länge von 50 Metern, Ein Nichtschwimmerbecken, Ein Sprungturm mit zwei 1-Meter und zwei 3-Meter Sprungbrettern, Beheizter Wärmegang zum Schwimmer- und Nichtschwimmerbecken)
- Max-Schmeling-Hallen (2 Sporthallen)
- Wanderwege durch stille Waldgebiete und Wiesentäler sowie ausgebaute Radwanderwege bieten sich dem Erholungssuchenden ebenso an wie Kanufahrten bis Buxtehude auf der durch ein reizvolles Landschaftstal fließenden Este.

## Verkehr

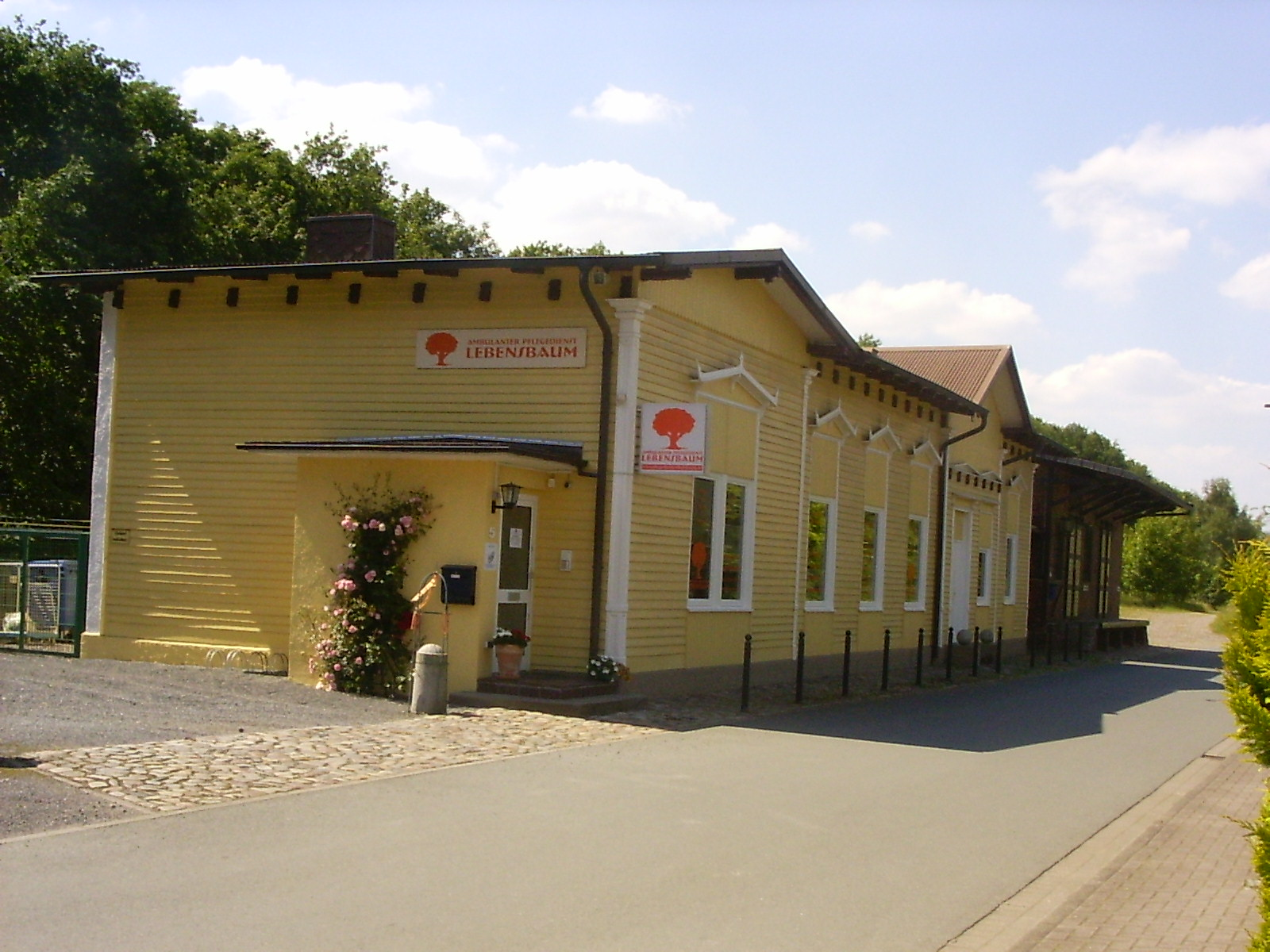
Bahnhof Hollenstedt

Hollenstedt liegt an der A1 und am Radfernweg Hamburg–Bremen. Die Eisenbahnverbindung nach Harsefeld (EVB, früher Bestandteil der Verbindung Bremervörde – Buchholz in der Nordheide) wurde 2006 abgebaut. Der Personenverkehr auf dieser Strecke (Kursbuchnummer 217c) wurde am 25. Mai 1968 eingestellt; die Strecke Richtung Buchholz wurde zu diesem Zeitpunkt bereits ganz stillgelegt und danach abgebaut.
Heute verkehren in Hollenstedt noch drei Omnibuslinien, die alle von der KVG Stade betrieben werden und dem Hamburger Verkehrsverbund angeschlossen sind. Seit 2015 gibt es ein  Anruf-Sammeltaxi, das ein bis 2017 befristetes Pilotprojekt war.
Seit dem Jahre 2011 werden Hollenstedt und Orte innerhalb der Samtgemeinde Hollenstedt durch den Liniendienst Regionalpark-Shuttle Ring 2 auch an Sonn- und Feiertagen sowie sonnabends angefahren. Dieser kostenlose Busverkehr mit Möglichkeit zur Fahrradmitnahme dient vorrangig dem Ausflugsverkehr und wird nur in den Sommermonaten (Juli bis Oktober) angeboten. Einige Orte innerhalb der Samtgemeinde Hollenstedt waren somit ab 2011 erstmals seit 43 Jahren auch an Sonn- und Feiertagen mit öffentlichen Verkehrsmitteln wieder erreichbar, allerdings nur für etwa drei Monate.
Im Jahre 2015 wird von der Regionalpark-Shuttle-Linie  nur noch der zur Gemeinde Wenzendorf gehörige Ort Klauenburg angefahren.

## Persönlichkeiten
- Max Schmeling (1905–2005), deutsche Boxlegende, und seine Ehefrau Anny Ondra, deutsch-tschechische Schauspielerin, lebten in einem Nebenort von Hollenstedt (Dierstorf-Heide). Ihr gemeinsames Grab befindet sich auf dem Hollenstedter Friedhof. Ein Denkmal befindet sich an den Sporthallen.